# Unit-E Technologies
Unit-E Technologies (ou Unit-E) est une entreprise américaine fondée en 2011 à Lutherville-Timonium dans le Maryland aux États-Unis, qui développe et commercialise des jeux vidéo sur console et en arcade, ,.

## Description
Unit-e, qui a été fondée par Eric Yockey en 2011, est une entreprise américaine qui créé des jeux vidéo. En 2005, Eric avait déjà créé un studio de développement de jeux vidéo appelé Pop’nKO Music & Entertainment.
En 2012, l'entreprise publie un jeu sur Xbox 360 appelé  Transgression. En 2013, Cardiac: Fitness Racer est un jeu axé arcade dont le but est de faire de l'exercice. En 2014, Unit-E lance le jeu d'arcade de rythme Neon FM.

## Liste de jeux
- Neon FM, 2014[5],[6]
- Cardiac: Fitness Racer, 2013[7],[8]
- Transgression 2012[9]